# Романс (литература)
Рома́нс в литературе — обозначение разных стихотворных жанров.

## Романс в испанской литературе
Романс — небольшое лирическое стихотворение, которое в немногих чертах излагает событие, хотя и обыкновенное, но возбуждающее фантазию и чувство. Появившийся раньше всего в южных странах, Р. отличается живым изложением и яркими красками, между тем как баллада, принадлежащая северным странам, изображает преимущественно мрачное, серьёзное, таинственное в природе и в человеческой душе. Название (исп. romance) происходит от исп. romanzo — по-романски: в романских странах обозначало народный язык в противоположность латинскому, а также стихотворения, написанные на этом языке.
Испанский романс — эпическая народная песнь с национальной окраской, отличающаяся наивной простотой изложения и большой объективностью в сравнении с романсеро.
От испанцев романс перешёл в немецкую поэзию: романсы писали Гёте, Уланд, Шамиссо, Гейне и др.

## Романс во французской литературе (любовный)
У французов термин романса (фр. Romance) употребляется для обозначения чисто лирической любовной песни, а народные эпические песни древнефранцузской литературы носят название лэ (фр. Lai, мн. ч. Lais). В том же значении термин романс перешёл в Россию, но, строго говоря, романсом называют у нас только такое лирическое стихотворение, которое переложено на музыку.

## Романс в английской литературе
У англичан романсами (англ. Romance, мн. ч. Romances) называются большие рыцарские романы и поэмы, а народные эпические песни обыкновенно называются балладами.